# Piazza Duomo (Verona)
Piazza Duomo è uno spazio pubblico situato nel cuore del centro storico di Verona, su cui si affacciano la Cattedrale cittadina, la biblioteca capitolare e il museo canonicale. Vi confluiscono via Salici, stradone Arcidiacono Pacifico, vicolo San Giusto, vicolo Duomo e via Pietà Vecchia.

## Storia e descrizione
Intorno al IX secolo si andò a creare una piazza quadrata, all'epoca delimitata a est dalla facciata della chiesa, a nord dalla canonica, a sud da una serie di edifici allineati con l'attuale chiesa di San Pietro in Archivolto e da ulteriori case verso ovest, che dovevano occupare grossomodo lo spazio di quelle attuali. Allo stesso secolo risale l'edificazione in zona di un battistero, dove attualmente si trova quello di San Giovanni in Fonte, e una prima sistemazione del palazzo del vescovado tra il battistero e il fiume Adige, sul retro del Duomo. Insieme alla piazza si andarono a creare due accessi sui fianchi, corrispondenti agli attuali via Salici e stradone Arcidiacono Pacifico.
Il catastrofico terremoto di Verona del 1117 causò il danneggiamento, o addirittura il crollo, della maggior parte di questi edifici, per cui si rese necessaria la riedificazione della Cattedrale sull'area della precedente chiesa, del battistero di San Giovanni in Fonte, della chiesa di Sant'Elena, del vescovado e del chiostro dei Canonici. La nuova Cattedrale venne presto terminata e consacrata il 13 settembre 1187 da papa Urbano III, dando così un aspetto sostanzialmente definitivo alla conformazione della piazza.